# 观点 (脱口秀)
《观点》（The View）是一个美国脱口秀节目，1997年8月11日起在美国广播公司首播，已播至第26季。它主要由多名女性共同主持，讨论当天时政及社会新闻，也进行名人访谈。《观点》每季签约的联合女主持人为4到8名。
该节目获得了31项日間時段艾美獎，是美国一档重要的政治类电视节目。

## 历史
它由芭芭拉·沃尔特斯首创。第13季引入了男嘉宾主持，此后男嘉宾主持增多，每个星期五尤其明显。